# 2917 Сойєр Хогг
2917 Сойєр Хогг (2917 Sawyer Hogg) — астероїд головного поясу, відкритий 2 вересня 1980 року.
Тіссеранів параметр щодо Юпітера — 3,282.